# Emerson Coatsworth
Pour les articles homonymes, voir Coatsworth.
Emerson Coatsworth Jr. (9 mars 1854-11 mai 1943) est un homme politique canadien de l'Ontario. Il est député fédéral conservateur de la circonscription ontarienne de Toronto-Est de 1891 à 1896. 

## Biographie
Né à Toronto, Coatsworth étudie à la Osgoode Hall Law School et gradue de l'Université de Toronto en 1886. Il pratique ensuite le droit.
Après un passage à la Chambre des communes du Canada, Coatsworth est élu conseiller municipal et siège au conseil municipal de Toronto de 1904 à 1905. Il sert comme le 33e maire de la ville de Toronto de 1906 à 1907.